# Ángel Hernández
Ángel Eduardo Hernández Escobedo (* 13. září 1995) je mexický zápasník – judista.

## Sportovní kariéra
S judem začínal v 9 letech v Monterrey pod vedením Izzo Hamady. Vrcholově se připravuje v Ciudad de México ve sportovním tréninkovém centru CONADE pod vedením kubánských a mexických trenérů. V mexické mužské reprezentaci se pohybuje od 2015 v pololehké váze do 66 kg. V roce 2016 se na olympijské hry v Riu nekvalifikoval. Od roku 2018 se v reprezentaci neprosazuje na úkor Nabora Castilla, který přišel do jeho váhové kategorie ze superlehké váhy do 60 kg.

## Výsledky
| Turnaj                  | 2015           | 2016           | 2017           |
| Turnaj                  | 20             | 21             | 22             |
| Turnaj                  | pololehká váha | pololehká váha | pololehká váha |
| ----------------------- | -------------- | -------------- | -------------- |
| Olympijské hry          |                | —              |                |
| Mistrovství světa       | —              |                | úč.            |
| Panamerické hry         | —              |                |                |
| Panamerické mistrovství | 3.             | 3.             | 3.             |